# 기사저수지
기사저수지(知品貯水地)는 대한민국의 경상북도 영덕군 지품면 기사리에 위치한 대한민국의 저수지이다. 동해로 흐르는 오십천의 발원지이다. 시설 관리자는 영덕군수, 한국농어촌공사이다.

## 같이 보기
- 대둔산
- 주왕산
- 지품면